# Mouton (Charente)
Mouton (okzitanisch: gleichlautend) ist ein Ort und eine Gemeinde mit 223 Einwohnern (Stand 1. Januar 2022) im westfranzösischen Département Charente in der Region Nouvelle-Aquitaine. Die Gemeinde besteht aus mehreren Weilern (hameaux) und Einzelgehöften.

## Lage
Der Ort Mouton liegt auf dem Südufer des Flusses Son-Sonnette in einer Höhe von etwa 70 m ü. d. M. in der alten Kulturlandschaft des Angoumois, einem Teil der Landschaft der Charente und ist etwa 37 km (Fahrtstrecke) in nördlicher Richtung von der Stadt Angoulême entfernt.

## Bevölkerungsentwicklung
| Jahr      | 1800 | 1851 | 1901 | 1954 | 1999 | 2013 |
| Einwohner | 587  | 637  | 362  | 280  | 223  | 226  |

Der kontinuierliche Bevölkerungsrückgang im 20. Jahrhundert ist im Wesentlichen auf die Folgen der Reblauskrise im Weinbau und die zunehmende Mechanisierung der Landwirtschaft zurückzuführen.

## Wirtschaft
Der Ort und seine Umgebung waren jahrhundertelang landwirtschaftlich geprägt; die meisten Menschen lebten als Selbstversorger von den Erträgen ihrer Felder und Gärten. Im Ort selbst ließen sich Handwerker und Kleinhändler nieder. Im ausgehenden Mittelalter und in der frühen Neuzeit wurde der Weinbau vorangetrieben, der jedoch – nach der Reblauskrise im ausgehenden 19. und beginnenden 20. Jahrhundert – keinerlei Bedeutung mehr hat. Seit den 1960er Jahren spielt der Tourismus in Form der Vermietung von Ferienwohnungen (gîtes) eine nicht unbedeutende Rolle im Wirtschaftsleben der Gemeinde.

## Geschichte
Auf dem Gemeindegebiet befindet sich ein Stück einer alten Römerstraße, die mit der Via Agrippa verbunden ist. Im Jahr 910 wurde die Kirche des Ortes von Aymar, dem damaligen Grafen von Poitiers, der Abtei Saint-Martial in Limoges vermacht; Kirche und Ort wurden auf diese Weise ein Priorat.

## Sehenswürdigkeiten
- Die durch vier aufgelegte Halbsäulen in drei Teile gegliederte Fassade der aus exakt behauenen Steinen errichteten romanischen Prioratskirche und heutigen Pfarrkirche Saint-Martial zeigt im Erdgeschoss das für Kirchen der Charente typische Triumphbogenschema mit seitlichen – leicht erhöhten – Blendportalen. Während das Mittelportal später geringfügig verkleinert wurde und einen gotischen Spitzbogen erhielt, blieben die Tympanonfelder in den Seitenbögen erhalten – sie zeigen jeweils oberhalb eines Klötzchenfrieses ein Agnus Dei und einen Löwen. Der Südseite des Langhauses und des Vierungsbereichs sind Arkaden aufgeblendet. Im 15. Jahrhundert wurde das Kirchenschiff oberhalb des alten Konsolenfrieses um etwa 1,50 m erhöht um ein Gewölbe einziehen zu können; die ebenfalls erneuerte Apsis schließt mit einer flachen Mauer. Der Kirchenbau wurde im Jahr 1955 als Monument historique anerkannt.[2]

Kirche Saint-Martial
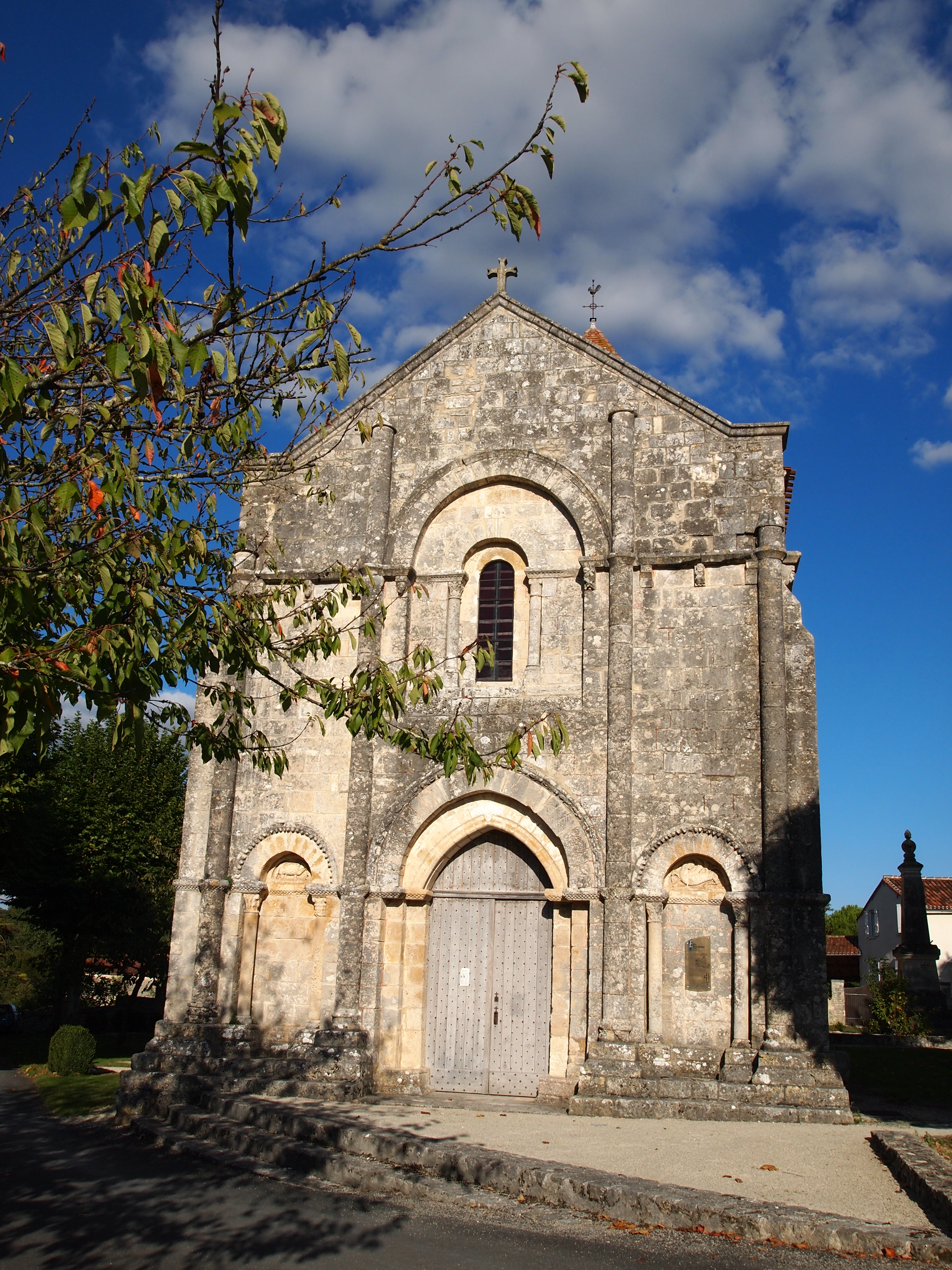
Fassade
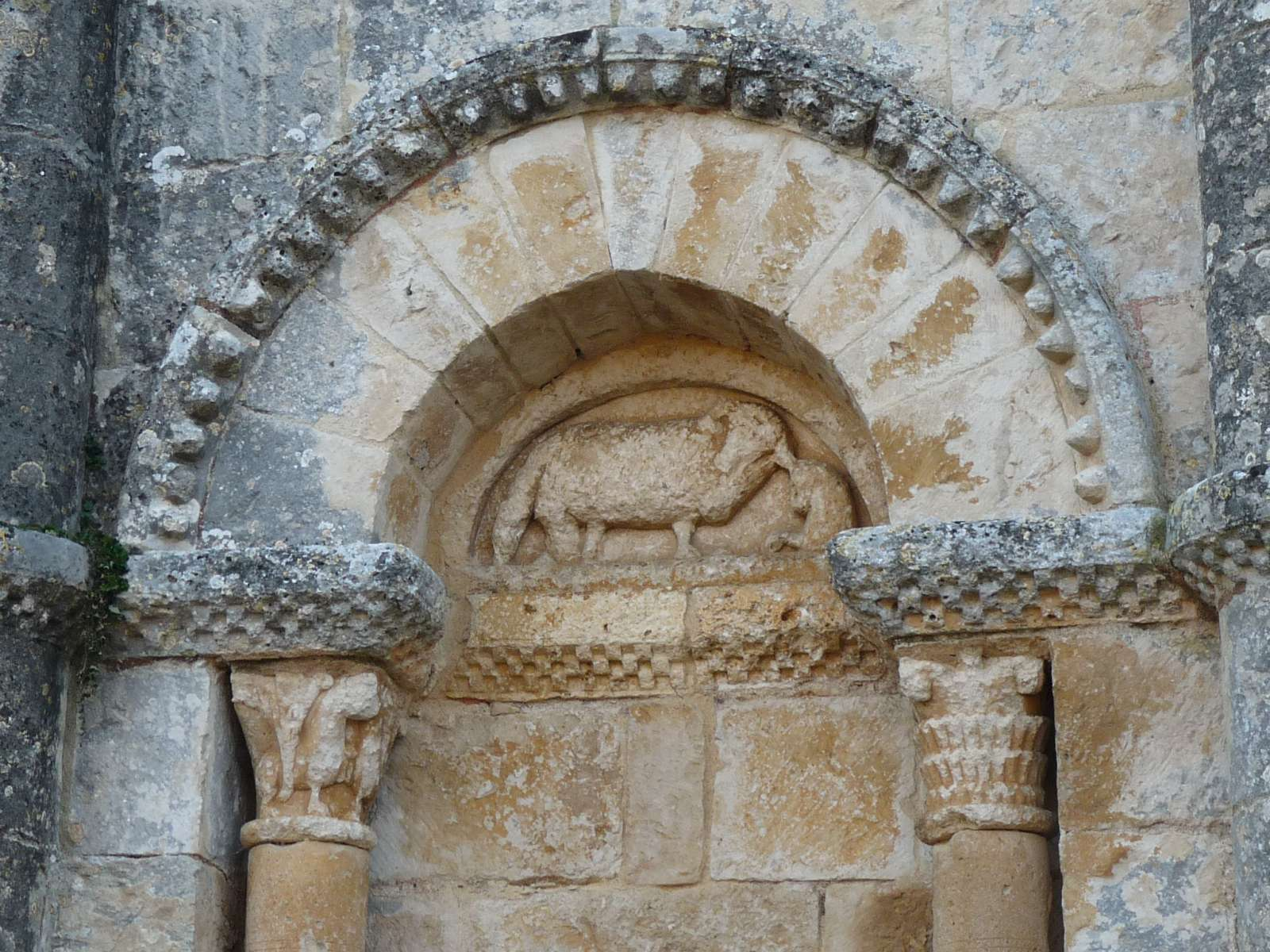
Lamm
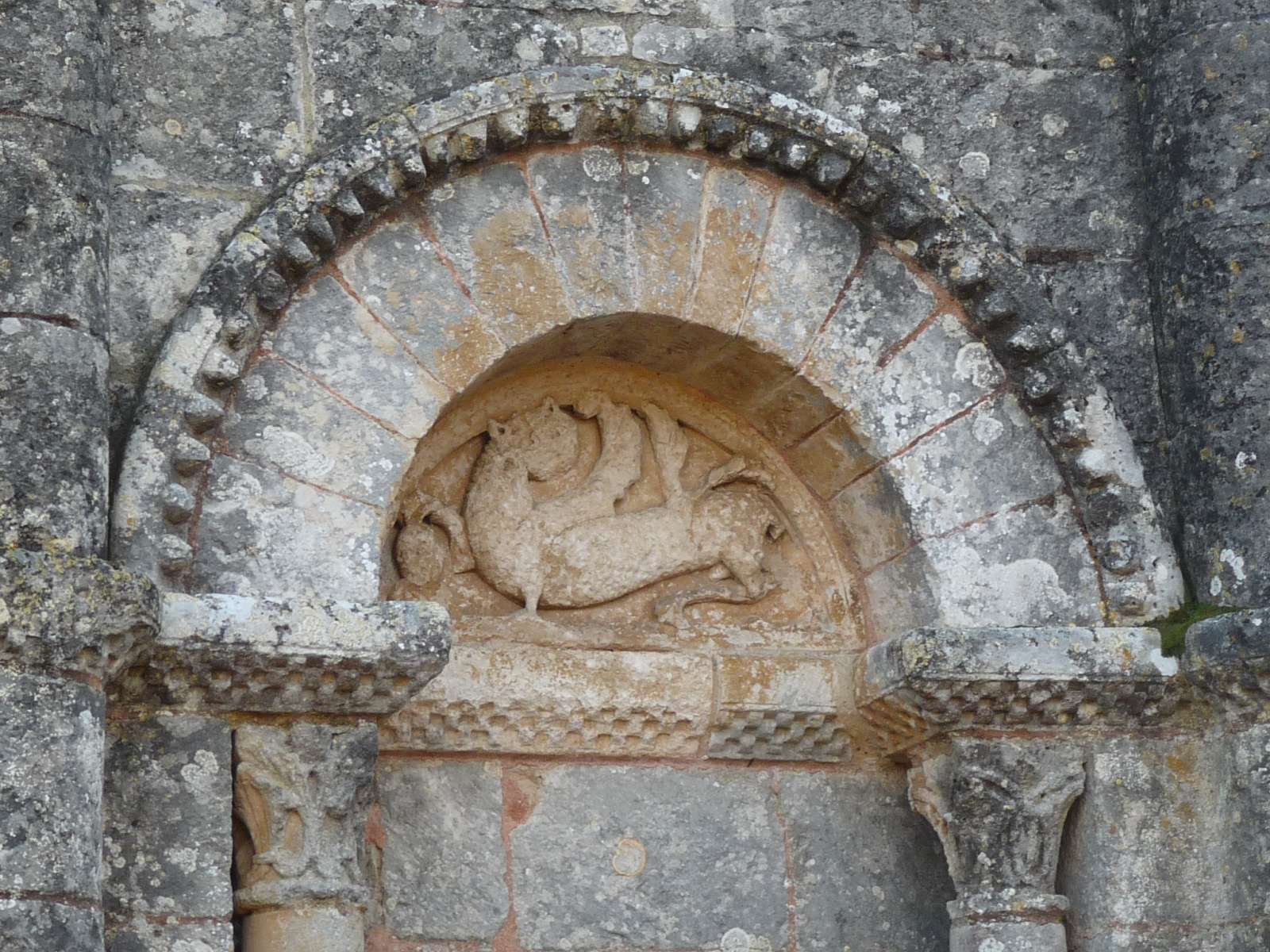
Löwe
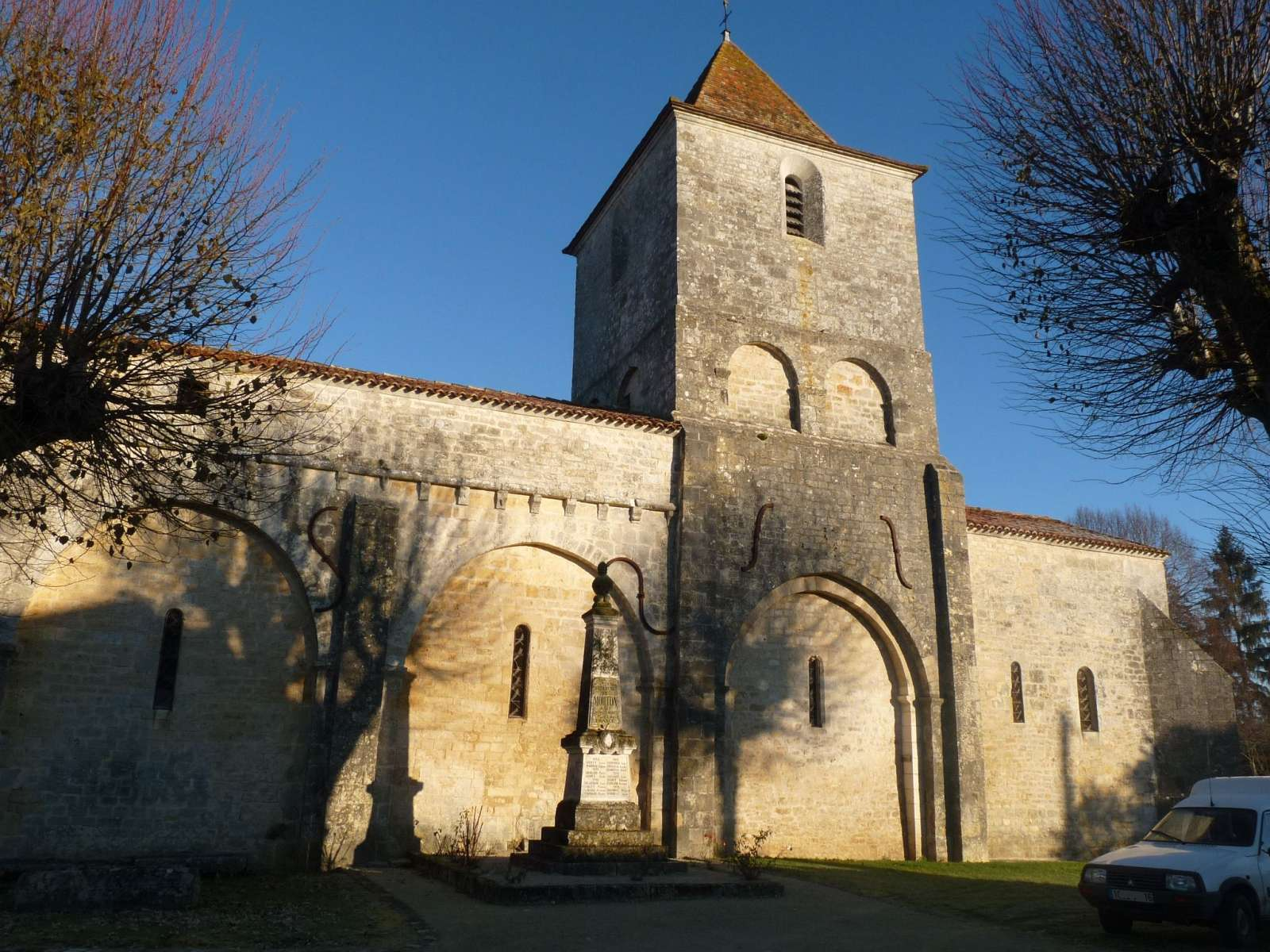
Südseite
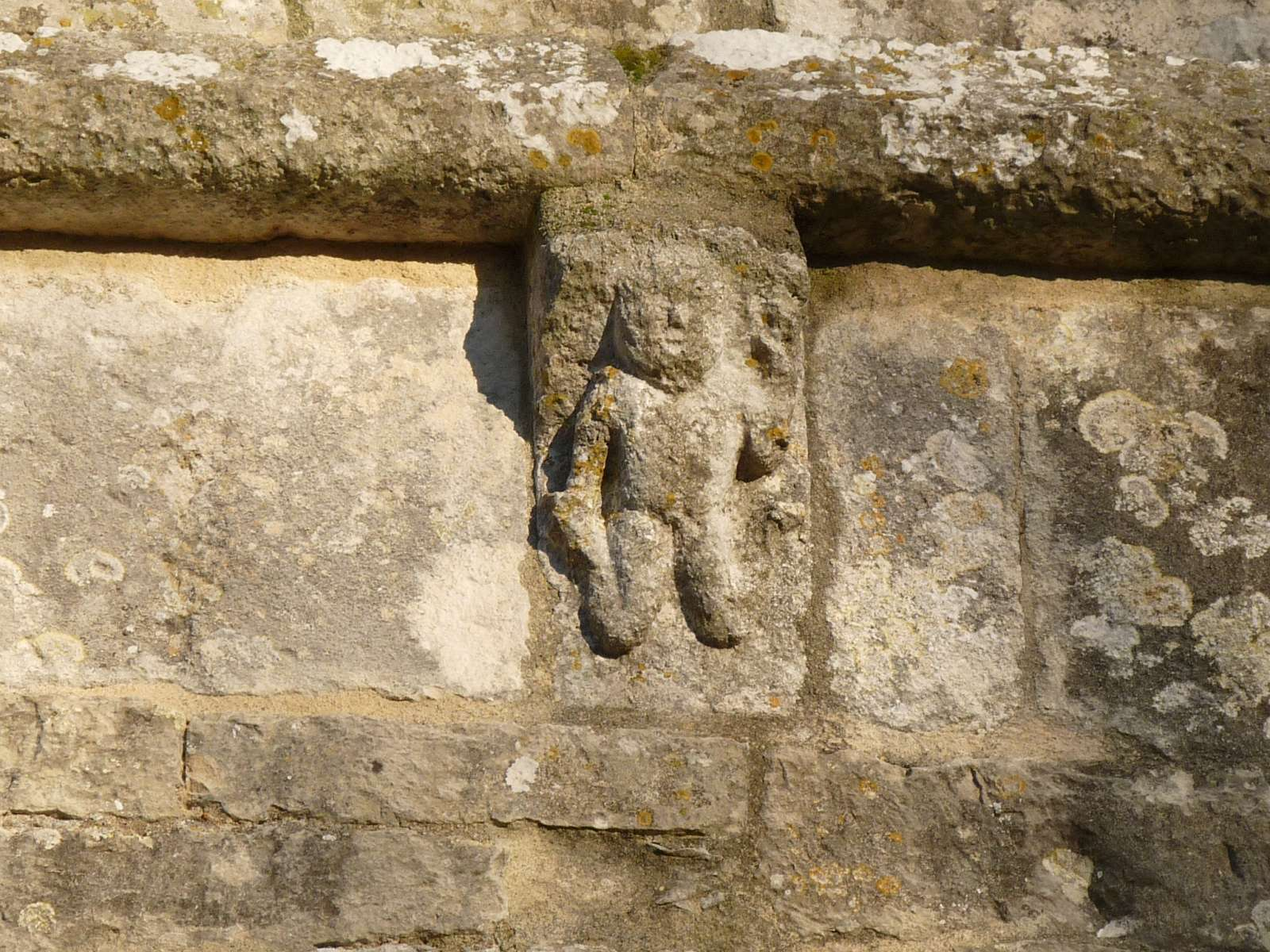
Konsolfigur

- In unmittelbarer Nähe zur Kirche entspringt eine Quelle. Davor befindet sich ein im 19. Jahrhundert angelegter Waschplatz (lavoir).